# Claude Puel
Claude Jacques Puel, noto semplicemente come Claude Puel (Castres, 2 settembre 1961), è un allenatore di calcio ed ex calciatore francese, di ruolo centrocampista.
È il padre di Grégoire Puel.

## Carriera

### Giocatore
Come calciatore trascorre 16 anni nelle file del Monaco. Con la squadra monegasca collezionò in totale 601 presenze (488 in campionato) dal 1980 al 1996. Prima del suo incarico come allenatore del Monaco, inizia facendo il preparatore fisico e l'allenatore della seconda squadra dei monegaschi.

### Allenatore

#### Monaco
Nel gennaio 1999 diviene allenatore del Monaco, con cui conquista il titolo di Ligue 1 nel 2000 grazie anche a giocatori come Ludovic Giuly, David Trezeguet, Marco Simone e Marcelo Gallardo. Successivamente si impone anche nella Supercoppa di Lega nello stesso anno. Nel giugno del 2001, dopo un 11º posto in campionato, il contratto non gli fu rinnovato.

#### Lille
Nel luglio 2002 è ingaggiato dal Lilla. Durante la sua tappa nel Lille porta la squadra al secondo posto in Ligue 1 e ad arrivare agli ottavi di finale della Champions League. Puel polemizzò il 20 febbraio 2007 in Champions League durante la partita contro il Manchester Utd dopo che Giggs realizzò un gol rapidamente su calcio di punizione senza il fischio dell'arbitro e per questo episodio sollecitò ai suoi giocatori di lasciare il campo per protesta, cosa che non avvenne ma che comunque fece definire da Alex Ferguson come episodio «vergognoso» e da «intimidazione all'arbitro».

#### Olympique Lione
Nel giugno 2008 diventa il nuovo allenatore dell'Olympique Lione firmando un contratto di 4 anni con il club sette volte campione di Francia. Riuscì ad arrivare alle semifinali di Champions League nella stagione 2009-2010 però in campionato non riuscì a vincere il titolo dopo anni di dominio, raggiungendo il secondo posto seguito dal terzo posto l'anno successivo e questo gli fu fatale nel corso della sua esperienza lionese. Dopo tre anni di militanza, il 15 giugno 2011 viene ufficializzato il suo divorzio dal club di Lione.

#### Nizza
Nel maggio 2012 firma un contratto di tre anni con il Nizza. Dopo una stagione abbastanza positiva, porta la squadra al quarto posto in Ligue 1 classificandola per l'Europa League della seguente stagione, e un notevole miglioramento rispetto alla stagione precedente che vide il Nizza concludere tredicesimo. Ottiene lo stesso piazzamento anche nella sua ultima stagione in costa Azzurra.

#### Southampton
Il 30 giugno 2016 diventa il nuovo allenatore del Southampton, ma alla fine della stagione 2016-2017 non viene confermato.

#### Leicester City
Il 25 ottobre 2017 viene annunciato come nuovo allenatore del Leicester City in sostituzione dell'esonerato Craig Shakespeare. Chiude il campionato al nono posto.
Il 23 febbraio 2019, a seguito della sconfitta interna per 1-4 contro il Crystal Palace, la quarta consecutiva in casa in campionato (fatto che al Leicester non succedeva dal 2000), è sollevato dall'incarico dopo 16 mesi di gestione.

#### Saint-Étienne
Il 3 ottobre 2019 torna in Francia, nominato allenatore e amministratore generale del Saint-Étienne.

## Statistiche

### Statistiche da allenatore
Statistiche aggiornate al 6 dicembre 2021. In grassetto le competizioni vinte.
| Stagione              | Squadra               | Campionato            | Campionato | Campionato | Campionato | Campionato | Coppe nazionali | Coppe nazionali | Coppe nazionali | Coppe nazionali | Coppe nazionali | Coppe continentali | Coppe continentali | Coppe continentali | Coppe continentali | Coppe continentali | Altre coppe | Altre coppe | Altre coppe | Altre coppe | Altre coppe | Totale | Totale | Totale | Totale | % Vittorie | Piazzamento |
| Stagione              | Squadra               | Comp                  | G          | V          | N          | P          | Comp            | G               | V               | N               | P               | Comp               | G                  | V                  | N                  | P                  | Comp        | G           | V           | N           | P           | G      | V      | N      | P      | %          | Piazzamento |
| --------------------- | --------------------- | --------------------- | ---------- | ---------- | ---------- | ---------- | --------------- | --------------- | --------------- | --------------- | --------------- | ------------------ | ------------------ | ------------------ | ------------------ | ------------------ | ----------- | ----------- | ----------- | ----------- | ----------- | ------ | ------ | ------ | ------ | ---------- | ----------- |
| gen.-giu. 1999        | Monaco                | D1                    | 15         | 10         | 4          | 1          | CF+CdL          | 1+2             | 0+1             | 1+1             | 0+0             | CU                 | -                  | -                  | -                  | -                  | -           | -           | -           | -           | -           | 18     | 11     | 6      | 1      | 61,11      | Sub., 4º    |
| 1999-2000             | Monaco                | D1                    | 34         | 20         | 5          | 9          | CF+CdL          | 4+2             | 3+0             | 0+1             | 1+1             | CU                 | 8                  | 4                  | 3                  | 1                  | -           | -           | -           | -           | -           | 48     | 27     | 9      | 12     | 56,25      | 1º          |
| 2000-2001             | Monaco                | D1                    | 34         | 12         | 7          | 15         | CF+CdL          | 1+5             | 0+4             | 0+0             | 1+1             | UCL                | 6                  | 2                  | 1                  | 3                  | SF          | 1           | 0           | 1           | 0           | 47     | 18     | 9      | 20     | 38,30      | 11º         |
| Totale AS Monaco      | Totale AS Monaco      | Totale AS Monaco      | 83         | 42         | 16         | 25         |                 | 15              | 8               | 3               | 4               |                    | 14                 | 6                  | 4                  | 4                  |             | 1           | 0           | 1           | 0           | 113    | 56     | 24     | 33     | 49,56      |             |
| 2002-2003             | Lilla                 | L1                    | 38         | 10         | 12         | 16         | CF+CdL          | 3+3             | 2+1             | 0+1             | 1+1             | Int                | 6                  | 4                  | 1                  | 1                  | -           | -           | -           | -           | -           | 50     | 17     | 14     | 19     | 34,00      | 14º         |
| 2003-2004             | Lilla                 | L1                    | 38         | 14         | 9          | 15         | CF+CdL          | 1+2             | 0+1             | 0+0             | 1+1             | -                  | -                  | -                  | -                  | -                  | -           | -           | -           | -           | -           | 41     | 15     | 10     | 16     | 36,59      | 10º         |
| 2004-2005             | Lilla                 | L1                    | 38         | 18         | 13         | 7          | CF+CdL          | 3+2             | 2+1             | 0+1             | 1+0             | Int+CU             | 6+10               | 3+5                | 3+3                | 0+2                | -           | -           | -           | -           | -           | 59     | 29     | 20     | 10     | 49,15      | 2º          |
| 2005-2006             | Lilla                 | L1                    | 38         | 16         | 14         | 8          | CF+CdL          | 4+2             | 3+1             | 0+0             | 1+1             | UCL+CU             | 6+4                | 1+2                | 3+1                | 2+1                | -           | -           | -           | -           | -           | 54     | 23     | 18     | 13     | 42,59      | 3º          |
| 2006-2007             | Lilla                 | L1                    | 38         | 13         | 12         | 13         | CF+CdL          | 3+2             | 2+1             | 0+0             | 1+1             | UCL                | 10                 | 4                  | 3                  | 3                  | -           | -           | -           | -           | -           | 53     | 20     | 15     | 18     | 37,74      | 10º         |
| 2007-2008             | Lilla                 | L1                    | 38         | 13         | 17         | 8          | CF+CdL          | 3+1             | 2+0             | 0+0             | 1+1             | -                  | -                  | -                  | -                  | -                  | -           | -           | -           | -           | -           | 42     | 15     | 17     | 10     | 35,71      | 7º          |
| Totale Lille          | Totale Lille          | Totale Lille          | 228        | 84         | 77         | 67         |                 | 29              | 16              | 2               | 11              |                    | 42                 | 19                 | 14                 | 9                  |             | -           | -           | -           | -           | 299    | 119    | 93     | 87     | 39,80      |             |
| 2008-2009             | Olympique Lione       | L1                    | 38         | 20         | 11         | 7          | CF+CdL          | 3+1             | 2+0             | 0+0             | 1+1             | UCL                | 8                  | 3                  | 3                  | 2                  | SF          | 1           | 0           | 1           | 0           | 51     | 25     | 15     | 11     | 49,02      | 3º          |
| 2009-2010             | Olympique Lione       | L1                    | 38         | 20         | 12         | 6          | CF+CdL          | 2+2             | 1+1             | 0+0             | 1+1             | UCL                | 14                 | 8                  | 2                  | 4                  | -           | -           | -           | -           | -           | 56     | 30     | 14     | 12     | 53,57      | 2º          |
| 2010-2011             | Olympique Lione       | L1                    | 38         | 17         | 13         | 8          | CF+CdL          | 2+1             | 1+0             | 0+0             | 1+1             | UCL                | 8                  | 3                  | 2                  | 3                  | -           | -           | -           | -           | -           | 49     | 21     | 15     | 13     | 42,86      | 3º          |
| Totale Lione          | Totale Lione          | Totale Lione          | 114        | 57         | 36         | 21         |                 | 11              | 5               | 0               | 6               |                    | 30                 | 14                 | 7                  | 9                  |             | 1           | 0           | 1           | 0           | 156    | 76     | 44     | 36     | 48,72      |             |
| 2012-2013             | Nizza                 | L1                    | 38         | 18         | 10         | 10         | CF+CdL          | 2+3             | 1+2             | 1+0             | 0+1             | -                  | -                  | -                  | -                  | -                  | -           | -           | -           | -           | -           | 43     | 21     | 11     | 11     | 48,84      | 4º          |
| 2013-2014             | Nizza                 | L1                    | 38         | 12         | 6          | 20         | CF+CdL          | 3+2             | 2+1             | 0+0             | 1+1             | UEL                | 2                  | 1                  | 0                  | 1                  | -           | -           | -           | -           | -           | 45     | 16     | 6      | 23     | 35,56      | 17º         |
| 2014-2015             | Nizza                 | L1                    | 38         | 13         | 9          | 16         | CF+CdL          | 1+1             | 0+0             | 0+1             | 1+0             | -                  | -                  | -                  | -                  | -                  | -           | -           | -           | -           | -           | 40     | 13     | 10     | 17     | 32,50      | 11º         |
| 2015-2016             | Nizza                 | L1                    | 38         | 18         | 9          | 11         | CF+CdL          | 1+2             | 0+1             | 1+1             | 0+0             | -                  | -                  | -                  | -                  | -                  | -           | -           | -           | -           | -           | 41     | 19     | 11     | 11     | 46,34      | 4º          |
| Totale Nizza          | Totale Nizza          | Totale Nizza          | 152        | 61         | 34         | 57         |                 | 15              | 7               | 4               | 4               |                    | 2                  | 1                  | 0                  | 1                  |             | -           | -           | -           | -           | 169    | 69     | 38     | 62     | 40,83      |             |
| 2016-2017             | Southampton           | PL                    | 38         | 12         | 10         | 16         | FACup+CdL       | 3+6             | 1+5             | 1+0             | 1+1             | UEL                | 6                  | 2                  | 2                  | 2                  | -           | -           | -           | -           | -           | 53     | 20     | 13     | 20     | 37,74      | 8º          |
| ott. 2017-2018        | Leicester City        | PL                    | 29         | 10         | 8          | 11         | FACup+CdL       | 5+1             | 3+0             | 1+1             | 1+0             | -                  | -                  | -                  | -                  | -                  | -           | -           | -           | -           | -           | 35     | 13     | 10     | 12     | 37,14      | Sub., 9º    |
| 2018-feb. 2019        | Leicester City        | PL                    | 27         | 9          | 5          | 13         | FACup+CdL       | 1+4             | 0+1             | 0+3             | 1+0             | -                  | -                  | -                  | -                  | -                  | -           | -           | -           | -           | -           | 32     | 10     | 8      | 14     | 31,25      | Eson.       |
| Totale Leicester City | Totale Leicester City | Totale Leicester City | 56         | 19         | 13         | 24         |                 | 11              | 4               | 5               | 2               |                    | -                  | -                  | -                  | -                  |             | -           | -           | -           | -           | 67     | 23     | 18     | 26     | 34,33      |             |
| ott. 2019-2020        | Saint-Étienne         | L1                    | 20         | 6          | 4          | 10         | CF+CdL          | 6+2             | 5+1             | 0+0             | 1+1             | UEL                | 4                  | 0                  | 3                  | 1                  | -           | -           | -           | -           | -           | 32     | 12     | 7      | 13     | 37,50      | Sub. 17º    |
| 2020-2021             | Saint-Étienne         | L1                    | 38         | 12         | 10         | 16         | CF              | 1               | 0               | 0               | 1               | -                  | -                  | -                  | -                  | -                  | -           | -           | -           | -           | -           | 39     | 12     | 10     | 17     | 30,77      | 11°         |
| lug.-dic. 2021        | Saint-Étienne         | L1                    | 17         | 2          | 6          | 9          | CF              | 0               | 0               | 0               | 0               | -                  | -                  | -                  | -                  | -                  | -           | -           | -           | -           | -           | 17     | 2      | 6      | 9      | 11,76      | Eson.       |
| Totale Saint-Etienne  | Totale Saint-Etienne  | Totale Saint-Etienne  | 75         | 20         | 20         | 35         |                 | 9               | 6               | 0               | 3               |                    | 4                  | 0                  | 3                  | 1                  |             | -           | -           | -           | -           | 88     | 26     | 23     | 39     | 29,55      |             |
| Totale carriera       | Totale carriera       | Totale carriera       | 746        | 285        | 207        | 256        |                 | 97              | 51              | 14              | 32              |                    | 98                 | 42                 | 30                 | 26                 |             | 1           | 0           | 1           | 0           | 944    | 376    | 252    | 314    | 39,83      |             |

## Palmarès

### Giocatore
- Campionato francese: 2

Monaco: 1981-1982, 1987-1988
- Coppa di Francia: 3

Monaco: 1979-1980, 1984-1985. 1990-1991
- Supercoppa francese: 1

Monaco: 1985

### Allenatore

#### Competizioni nazionali
- Campionato francese: 1

Monaco: 1999-2000
- Supercoppa francese: 1

Monaco: 2000

#### Competizioni internazionali
- Coppa Intertoto UEFA: 1

Lilla: 2004

#### Individuale
- Allenatore francese dell'anno: 1

2005